# Orquestra Filharmònica de Bergen
L'Orquestra Filharmònica de Bergen és una orquestra noruega amb seu a Bergen. La seva sala de concert principal és el Grieg Hall.

## Història
Establerta l'any 1765 sota el nom Det Musicalske Selskab (La Societat Musical), va canviar el seu nom més tard pel de Musikselskabet Harmonien. Els ciutadans de Bergen fan referència sovint a "l'ensemble" com a "Harmonien" (l'Harmonia).
Després de la Primera Guerra Mundial, hi va haver un fort interès en les ciutats noruegues importants de Bergen i Kristiania (Oslo més tard) en tenir orquestres més grans. L'any 1919, l'orquestra de Bergen va ser reorganitzada i va contractar a 40 músics professionals a plena dedicació. El 2015, l'orquestra tenia 101 músics.
L'orquestra ha tingut una llarga tradició en interpretar música contemporània. La segona simfonia de Ludwig van Beethoven va ser interpretada l'any que va ser publicada, el 1804, fins i tot abans que ho fos a Berlín. El compositor nascut a Bergen Edvard Grieg va tenir vincles estrets amb l'orquestra, i en va ser el director artístic del 1880 al 1882. També va adjudicar una part del seu patrimoni a un fons que continua oferint suport financer per a l'orquestra. Altres compositors han fet de director principal de l'orquestra, incloent Arvid Fladmoe, Johan Halvorsen, Iver Holter, Richard Henneberg, Olav Kielland i Per Winge. El compositor Harald Sæverud (fill de Bergen) era freqüentment convidat a interpretar les seves pròpies obres, i l'orquestra continua representant composicions noves de forma regular. Altres compositors que han dirigit els seus propis treballs amb l'orquestra són Aaron Copland, Karl Nielsen, Jean Sibelius, Witold Lutosławski, Lukas Foss i Krzysztof Penderecki. L'any 1953, el Festspillene i Bergen va ser estrenat i Leopold Stokowski va ser contractat per conduir l'orquestra. Altres directors del Festival de Bergen són Eugene Ormandy i Sir Thomas Beecham.

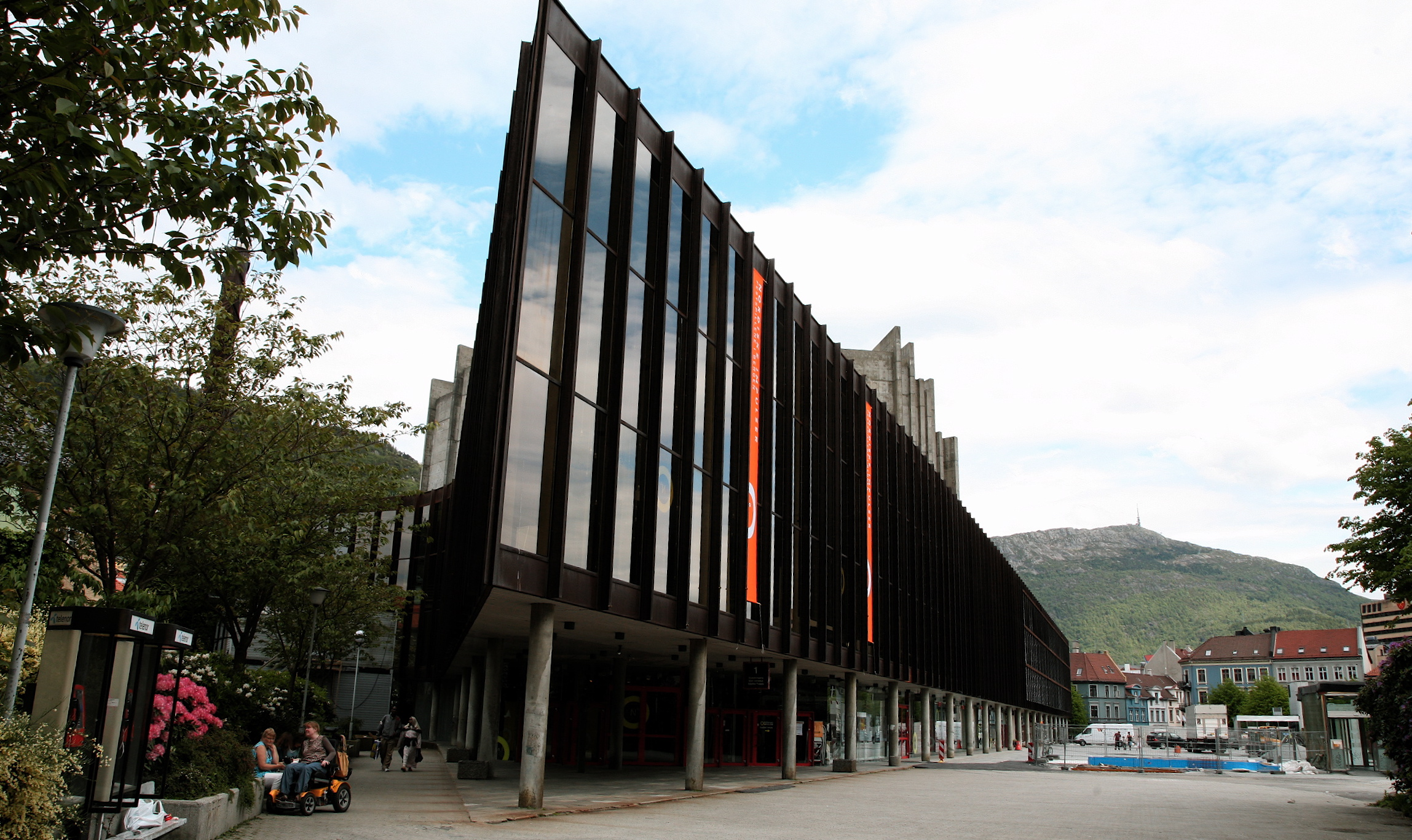
La Sala Grieg a Bergen.

El Director americà Andrew Litton va esdevenir el director principal l'any 2003 i director artístic l'any 2005. L'any 2002 l'orquestra va començar a gravar l'obra completa d'Edvard Grieg, la primera orquestra noruega a fer-ho. Litton té ara el títol de director llorejat de l'orquestra. El director en cap actual de l'orquestra és Edward Gardner, d'ençà l'octubre del 2015, amb un contracte inicial de 3 temporades. El gener de 2017 l'orquestra va anunciar l'extensió del contracte de Gardner a Bergen fins al 2021.
Molts membres de l'orquestra ensenyen a la Grieg Academy of Music, el qual és un conservatori de música de la Universitat de Bergen.

## Directors de l'orquestra
- Samuel Lind (1765–1769)
- Benjamin Ohle (1769–1770)
- Niels Haslund (1770–1785)
- Ole Pedersen Rødder (1785–1805)
- J. Hindrich Paulsen (1805–1806, 1809–1820)
- Mathias Lundholm (1820–1827)
- Ferdinand Giovanni Schediwy (1827–1844)
- Ferdinand August Rojahn (1856–1859)
- Otto Lübert (1855–1856)
- Ferdinand Un. Rojahn (1856–1859)
- August Fries (1859–1862, 1864–1873)
- Amadeus Wolfgang Maczewsky (1862–1864)
- Richard Henneberg (1873–1875)
- Adolf Blomberg (1875–1878)
- Herman Levy (1879–1880)
- Edvard Grieg (1880–1882)
- Iver Holter (1882–1886)
- Per Winge (1886–1888)
- Georg Washington Magnus (1892–1893)
- Johan Halvorsen (1893–1898)
- Christian Danning (1899–1901, 1902–1905)
- Harald Heide (1907–1948)
- Olav Kielland (1948–1952)
- Carl von Garaguly (1952–1958)
- Arvid Fladmoe (1958–1961)
- Karsten Andersen (1964–1985)
- Aldo Ceccato (1985–1990)
- Dmitri Kitajenko (1990–1998)
- Simone Young (1998–2002)
- Andrew Litton (2003–2015)
- Edward Gardner (2015–present)